# Bülent Akıncı
Bülent Akıncı (* 10. März 1967 in Ankara, Türkei) ist ein deutsch-türkischer Filmregisseur, Produzent und Drehbuchautor. Er wohnt seit 1970 in Berlin.

## Karriere
Akıncı drehte an der DFFB zunächst zahlreiche Kurzfilme, die mehrfach ausgezeichnet wurden. So erhielt sein Film Eine kleine Geschichte aus dem Jahr 2001 unter anderem den Kurzfilmpreis der Friedrich-Wilhelm-Murnau-Stiftung 2002.
Sein erster Langfilm, der im Jahr 2006 produzierte Spielfilm Der Lebensversicherer, lief bei den 56. Internationalen Filmfestspielen in Berlin und erhielt mehrere Preise auf dem 28. Internationalen Filmfestival in Moskau.

## Filmografie
- 1997: Kälte (Seminarfilm: Regie) – 16 mm – Farbe
- 1998: Die letzten Bilder (Kurzfilm: Regie) – 12 min – black & white
- 1999: Broken (Kurzfilm: Regie, Drehbuch, Schnitt) – 16 mm – Farbe – Spielfilm
- 2001: Eine kleine Geschichte (Kurzfilm: Regie, Drehbuch, Produktion) – 15 min
- 2006: Der Lebensversicherer (Regie, Drehbuch) – 100 min – Kinostart: 7. Dezember 2006

## Auszeichnungen (Auswahl)
Filmfestival Max Ophüls Preis
- 2001: Nominierung in der Kategorie Bester Kurzfilm für Eine kleine Geschichte

Internationale Filmfestspiele Berlin
- 2006: DIALOGUE en Perspective für Der Lebensversicherer

Internationales Filmfestival Moskau
- 2006: Nominierung für den Golden George für Der Lebensversicherer[3]